# 125-мм ампуломёт образца 1941 года
125-мм ампуломёт образца 1941 года — единственная выпускавшаяся серийно в СССР модель ампуломёта. Широко применялся с переменным успехом Красной армией на начальном этапе Великой Отечественной войны, его нередко изготавливали в полукустарных условиях.
В качестве снаряда использовались стеклянные или жестяные ампулы, имевшие сферическую форму и наполнявшиеся зажигательной смесью «КС», но в номенклатуру боеприпасов также входили мины, дымовая шашка и даже кустарные «пропагандистские снаряды». При помощи холостого ружейного патрона 12-го калибра снаряд выстреливался на 250—500 метров, тем самым являясь эффективным средством против некоторых фортификационных сооружений и многих видов бронетехники, включая танки. Впрочем, сложности в применении и обслуживании привели к тому, что в 1942 году ампуломёт был снят с вооружения.
Несмотря на дальнейшее применение данного вида оружия при обороне Сталинграда и в ряде других боёв, позднее ампуломёт был окончательно заменён в войсках огнемётами других типов. Тем не менее, ампуломёты активно применялись в 1943 году на разных фронтах, зачастую в качестве выведенного за штат вооружения, как например в частях 26-й армии в сентябре 1943 года. Особенно долго ампуломёты применялись на Ленинградском фронте — вплоть до конца 1943 года, в составе 155 отдельной траншейно-огнемётной роты 79 УР 42-й армии, а возможно и до полного снятия блокады Ленинграда в 1944 году. По некоторым данным, ампуломёт применялся эпизодически даже в 1944 году, а в качестве оружия пропаганды — даже в 1945 году. Ампулы, созданные специально для него, использовались в штурмовой авиации вплоть до конца войны.

## Создание
Данные о создании ампуломёта крайне скудны. Так, известно, что разработка началась в 1940 году на заводе № 145 имени С. М. Кирова (главный конструктор завода — И. И. Картуков), в 1941 году после войсковых испытаний он был принят на вооружение Красной армии под названием «125-мм ампуломёт образца 1941 года». «Идейным предшественником» советского ампуломёта был английский Northover Projector 1940 года. Более ранний датский бомбомёт системы Аазена в качестве навесного заряда использовал холостой охотничий патрон 8-го калибра, аналогичный способ метания мин использовал и советский ампуломёт.

## Конструкция

### Ампуломёт

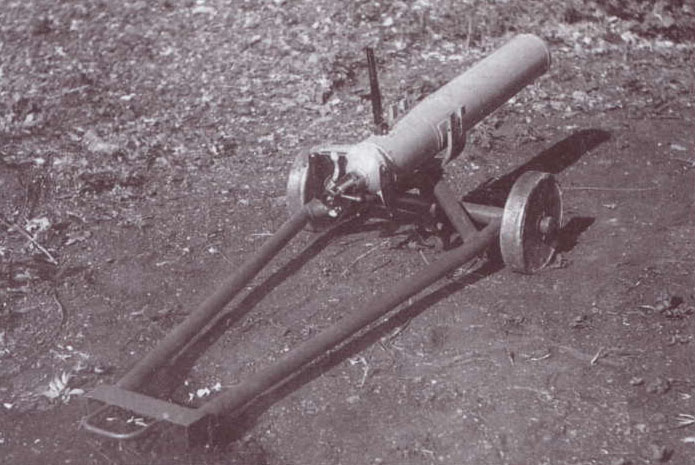
Ампуломёт на заводских испытаниях. 1940 год

Собственно ампуломёт состоял из ствола калибра 125 мм, стреляющего механизма, затвора, прицельной планки и станка. На опытных образцах применялся затвор винтовочного типа, спусковой рычаг находился у ручек с казённой части огнемёта, конструктивно схожих с подобными у станковых пулемётов. На серийных образцах стреляющий механизм заметно упростили благодаря применению простых штампованных деталей, ствол выполнялся из стали толщиной в 2 мм. Внутри ствола ближе к казённой части был установлен решётчатый рассекатель для защиты ампулы. Прицельная планка представляла собой простейшую прорезь с пятью отметками, обозначавшими пять различных дистанций. Вес ампуломёта колебался в диапазоне 10—28 кг в связи с тем, что производство оружия было налажено в том числе и в полукустарных условиях. Метание снаряда происходило за счёт выстрела холостого охотничьего патрона 12-го калибра. Заводской станок был колёсным, однако в серийное производство пошли ампуломёты с металлическим станком обр.1941 г. В 1942 году ГВХУ КА был разработан деревянный лафет-крестовина облегчённого типа, который изготавливался непосредственно в войсках из сухого дерева (для облегчения веса). Зимой ампуломёты транспортировались на санях-волокушах (ампуломёты с металлическим станком обр.1941 г.) либо устанавливались на массивные деревянный колоды. На летнее время сани и лафеты сдавались на хранение на склады ВТМ.
В целях маскировки в зимнее время ампуломёты окрашивались в белый цвет, а в остальное время года предписывалось окрашивать в защитный цвет.

### Изготовление
Ампуломёты изготавливались повсеместно и полукустарно (чему способствовало максимальное упрощение конструкции с заменой большинства деталей простыми штампованными): так, в блокадном Ленинграде они делались даже из обрезков водопроводных труб. Достоверно известно, что ампуломёты изготавливались в Горьком и на Центральной химбазе № 138 в Калинине.
Ампулы АС-1 производились на предприятиях НКЛП, НКПП, НКЭП. Ампулы АЖ-2 и АС-1 изготавливались на комбинате «Апатит», а также на других предприятиях.
Холостые патроны 12 калибра производились на предприятиях НКБ.

### Боеприпасы
Для снаряжения ампул с конца 1920х использовались отравляющие вещества иприт и люизит, позже — зажигательные жидкости КС или БГС.
Жидкость «КС» самовозгоралась на воздухе (при этом литр смеси горел с температурой порядка 1000 °C около трёх минут) и выпускалась в двух вариантах, отличавшихся способом производства и цветом: жёлто-зелёного и — с примесью, повышающей вязкость, — тёмно-бурого. «КС» изготавливалась (в зависимости от способа производства) из бензина или керосина с добавлением порошка-загустителя ОП-2 (алюминиевая соль нафтеновых кислот), белого фосфора и серы; иногда добавлялась присадка, усиливавшая прилипание жидкости к поверхностям. Фронтовики расшифровывали название смеси по-разному: «Кошкина смесь» (по фамилии изобретателя смеси Н. В. Кошкина), «Коктейль смерти» и даже «Коньяк старый» и «Конкретно секретная».
Смесь БГС была изобретена военным инженером К. М. Салдадзе и состояла из бензольной головки, сольвента и порошка-загустителя ОП-2. Она отличалась более низкой температурой горения, высокой вязкостью и дешевизной, однако эффективно могла применяться в огнемётах только с добавлением бензина или керосина.

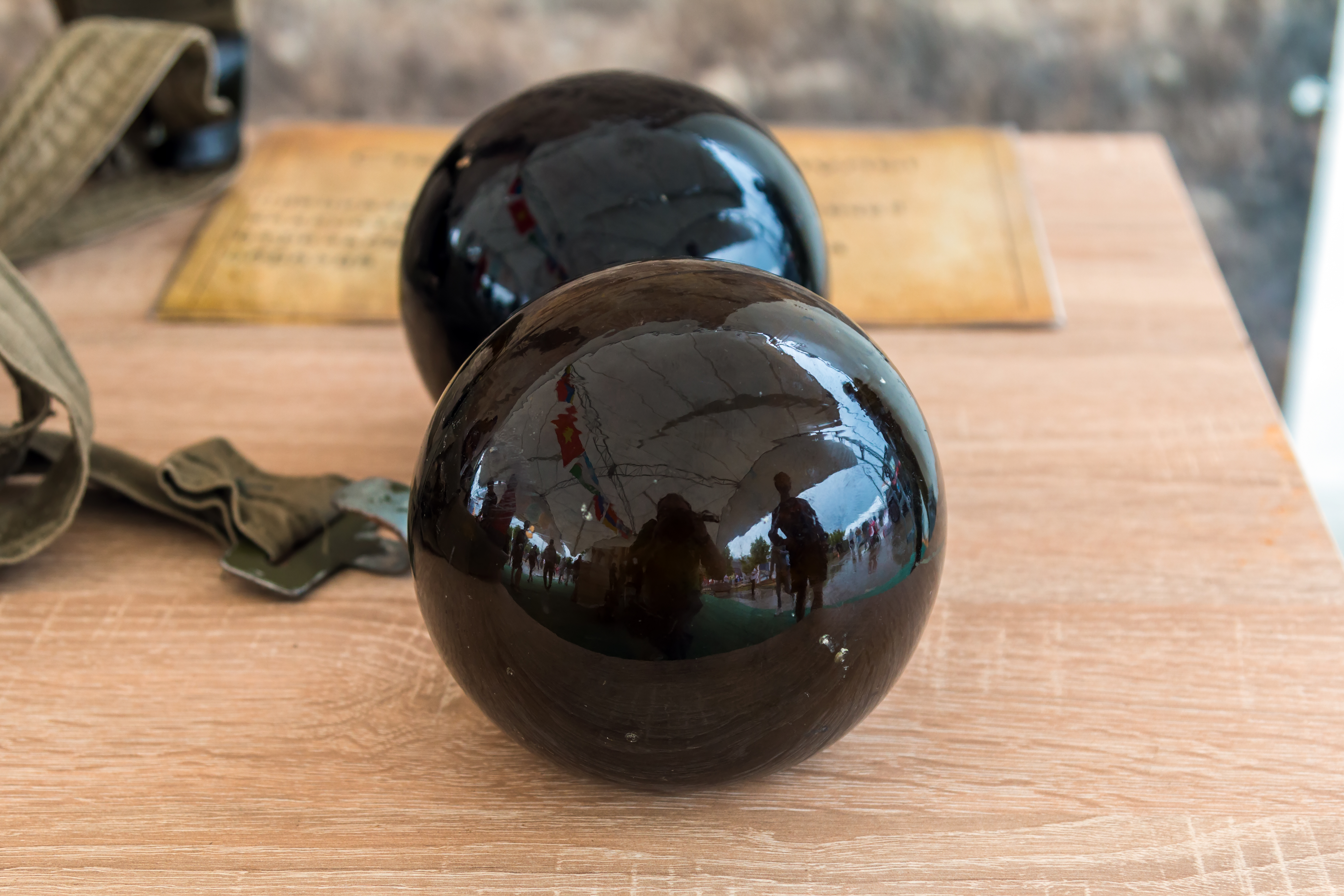
Стеклянная ампула АУ-125.

- АК-1[3] — стеклянная ампула сферической формы диаметром 125 мм. Нередко в документах именовалась АС-1. Стенки капсулы были толщиной 10 мм, в результате чего были нередки случаи неразрыва капсул при метании с самолёта или ампуломёта по рыхлому грунту. До создания «советского напалма» — жидкости КС — заправлялась только отравляющими веществами — ипритом или люизитом[11], при этом состоя на вооружении с начала 1930-х годов как химбоеприпасы[3]. В 1939 году был создан её модифицированный вариант — АУ-125[3]. По некоторым данным, рекомендовалось использование стеклянных ампул против бронетехники, в отличие от АЖ-2[9]. Существовали также модификации АК-2 и АУ-260, данные о характеристиках и применении отсутствуют[3].
- АЖ-2 — жестяная ампула сферической формы, изначально разработанная для ампуломёта с целью замены стеклянных ампул[3]. Имела более тонкие по сравнению со стеклянными ампулами стенки, могла быть как литой, так и состоять из двух и более частей[3]. Вмещала около литра огнесмеси или отравляющего вещества. Изначально разработанная для ампуломёта, применялась в качестве наполнителя кассетных боеприпасов в авиации вплоть до 1945 года[11]. Иногда снабжалась дистанционным взрывателем ТАТ-8 или аналогичным[2], снижавшим объём огнесмеси[3], но повышавшим эффективность ампуломёта против пехоты[9]. Существовало также множество вариантов, отличавшихся техникой изготовления ампулы. Так, с 1941 года её стали изготавливать из чёрной жести в связи с переходом промышленности на особый режим работы[3]. В 1943 году она была модифицирована плакированием ампул пластмассой и изменением взрывателя для повышения надёжности[3]. Применялась в штурмовой авиации до конца войны[3].
- Термитный шар ТШ-300[2][24] — шар из спрессованной термитной смеси с фитилём, весом 300 грамм. Изначально являлся суббоеприпасом авиационной кассетной бомбы ЗАБ-500-300ТШ[24]. Был чрезвычайно эффективен против бронетехники, но и легковоспламеним, из-за чего популярностью в войсках не пользовался[11].
- ФБМ-125 — разработанная как авиационная бомба, кумулятивная мина ФБМ-125 весом в 2,5 кг (из них полтора килограмма составляла масса взрывчатого вещества) широко применялась в ампуломётах для поражения различной техники противника (при снаряжении тротилом пробивала 90-мм стальную плиту)[3].
- БФМ-100/125 — бронебойно-фугасная мина, разработанная ОКБ-НКАП 455-го завода[3]. Данные о характеристиках и боевом применении отсутствуют; известно, что БФМ-100 занимала по весу промежуточное положение между жестяной капсулой АЖ-2 и дымовой шашкой АДШ[3].
- АДШ — дымовая шашка диаметром 125 мм, изначально рассчитанная на применение в кассетных авиационных боеприпасах, могла применяться в ампуломётах[3]. 17 ноября 1942 года ампуломётные команды 48 СД в районе Петергофа осуществили постановку дымовых завес, вероятно — при помощи дымовых шашек АДШ, известны постановки дымзавес подобным способом и в конце 1943 года.[2]
- Деревянные ампулы, изготавливавшиеся непосредственно в войсках для тренировочных стрельб во время сборов ампуломётных команд.[25] В дальнейшем от их использования отказались из-за того, что баллистика деревянных ампул не соответствовала баллистике штатных ампул, а также самодельные ампулы приводили к повреждениям стволов ампуломётов.

Ампулы, выпускаемые в 1941 г. и первой половине 1942 г. отличались низким качеством, что приводило к протечкам ампул, появлению ржавчины на АЖ-2, частым разрывам в стволе ампуломётов. В дальнейшем качество ампул улучшилось, что привело к сокращению протечек ампул и их разрывов в стволах. Также, многими начальниками хим.служб отмечалось необходимость оснащения ампул дистанционными взрывателями, потому что при попадании ампул в глубокий снег, болотистую местность ампулы не разбиваются. В сентябре 1942 года воентехник 2 ранга Дымарчук предложил использовать взрыватель ТАТ-8, вкручивавшийся в заправочное отверстие внутри пробки. При выстреле запал взрывателя зажигался и ампула взрывалась в воздухе. Ампулы с дистанционными взрывателями стали поступать на фронт уже в апреле 1942 г. и получили положительные отзывы ампуломётных команд: «поступающие ампулы с дистанционными взрывателями могут быть широко применены для борьбы с живой силой противника во всех видах боя». Тем не менее, дистанционные взрыватели показали недостаточную надёжность, поэтому взрывчатое вещество взрывателя было заменено бикфордовым шнуром.
Заправка ампул осуществлялась в прифронтовой линии с помощью полевых заправочных станций АРС-203 (ёмкость 740 л) либо вручную. При этом производительность и размеры АРС-203, разработанной для заправки капсул на аэродромах, была избыточной, поэтому к 1942 году специалисты завода № 145 разработали более лёгкую станцию ПРС, способную заправлять четыре ампулы одновременно и 240 ампул в час, однако в войска она не поступала — к тому времени ампуломёты сняли с вооружения.
Холостые патроны были двух видов: с латунной гильзой и бумажной гильзой. В дальнейшем патроны с бумажными гильзами использовались только в тренировочных целях, потому что при стрельбе такими патронами дальность полёта ампулы не соответствовала меткам на прицельной планке: «Прицел 10 — на 40-45 м, прицел 15 — на 80-90м», в то время как стрельба патронами с металлическими гильзами давала безупречные результаты.
Журналист Марк Дейч, основываясь на сопоставляемых им архивных данных, утверждал, что ампуломёты предназначались для ведения химической и бактериологической войны. При этом он ссылался на постановление от 4 июля 1942 года о производстве ампуломётов и боеприпасов к ним. Его утверждение опровергается как воспоминаниями ветеранов, что оружие не использовалось с химическими отравляющими веществами, так и историками: стеклянных капсул АС-1, предназначавшихся, по утверждению журналиста, для оружия массового поражения, не существовало — стеклянные капсулы имели наименование АК-1/2 и АУ-125/260.

## Операторы
- СССР.
- УПА — в некоторых источниках упоминается как штатное противотанковое оружие[27].
- Нацистская Германия — некоторое количество трофейных ампуломётов[28].
  -  РОА — некоторое количество использовалось во взводах пропаганды[10].
- Финляндия — некоторое количество трофейных ампуломётов.

## Боевое применение
Расчёт ампуломёта составляли три человека — наводчик, заряжающий и подносчик боеприпасов, при этом к каждому расчёту был представлен ездовой с лошадью, к ампуломётному взводу предполагался зенитный пулемёт. Организационно расчёты входили в ампуломётные взводы, сводившиеся в отдельные ампуломётные команды или сводные мортирно-ампуломётные роты, в которые также входили стрелки с дульными мортирками и гранатомётами.

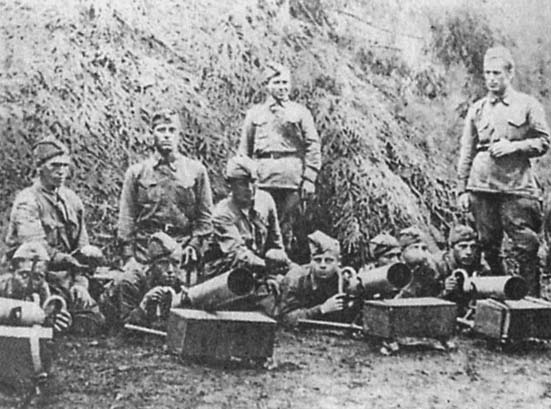
Ампулометный взвод 1245-го стрелкового полка, Западный фронт, 1942 г.

Первые ампуломёты начали поступать в войска осенью 1941 года, при этом высшее военное руководство СССР проявляло повышенный интерес к новому оружию — 3 ноября с ним лично ознакомились командующий Западным Фронтом Жуков, а также член Военного совета фронта Булганин и начальник штаба Соколовский. При перевооружении на новое оружие случались опасные казусы — так, в 43 стрелковой дивизии огнемёты РОКС были сданы на склад раньше, чем были получены ампуломёты. По воспоминаниям ветеранов, в 1941 году в 1118-м стрелковом полку к батальону были прикреплены шесть ампуломётных расчётов, по два на роту. Заряжание производили два человека — первый номер расчёта вставлял в казённик патрон, второй вкладывал в ствол с дульной части саму ампулу. Боекомплект расчёта составлял планово 10 ампул и 12 вышибных патронов, носимых в обыкновенном охотничьем патронташе. При нехватке стандартных боеприпасов ампуломёты переделывались под метание бутылок с зажигательной смесью. Кроме того, были нередки случаи, когда капсулы использовались вручную, без использования ампуломёта. В 1942 году ампуломётчики в Тюмени обучались на противотанковых ружьях Дегтярёва.
Бывали случаи разрыва ампул прямо в стволе оружия, поэтому нередко расчёт носил с собой ведро медного купороса — единственного средства, способного потушить жидкость «КС». Согласно указанию штаба Северо-Западного фронта
по организации и действиям штурмовых (блокировочных) групп при наступлении от 25 сентября 1942 года отделение ампуломётов должно было входить в состав каждой штурмовой группы, в 1944 году в наставлении «Действия танков в составе штурмовой группы при атаке ДОТ и ДЗОТ» ампуломёт упоминается как возможное средство для ослепления расчёта дота.
В некоторых источниках ампуломёт описывается как штатное противотанковое оружие УПА, но данные о его боевом применении в этом качестве отсутствуют.

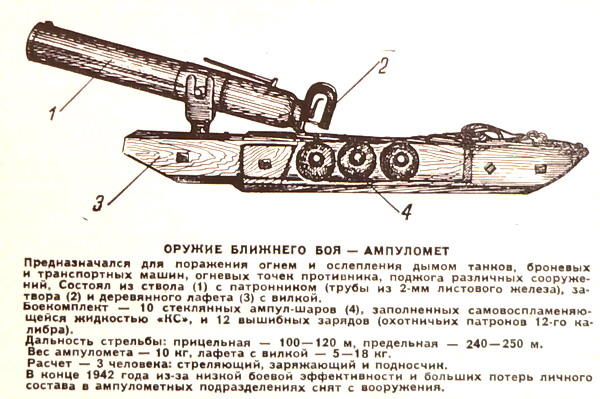
Описание ампуломёта на деревянном лафете (зимнем)

Данные о боевом применении ампуломёта противоречивы. Так, он показал себя надёжным оружием в обороне и против техники, при взаимодействии со снайперами и миномётами в составе «кочующих групп», а также при действиях в составе «блокировочных групп» против ДОТов и ДЗОТов, однако случались технические отказы, приводившие к разрыву снаряда в стволе, кроме того, большой вес системы отрицательно влиял на мобильность, а подразделения ампуломётчиков несли большие потери в личном составе и мат.части вследствие неправильного использования, а также отсутствия должного взаимодействия с пехотой.

### 1941 год
В ноябре 1941 года отделение ампуломётчиков участвовало в атаке на Таширово, проводя ампулометание. При этом рапорт указывает на потери расчётов от огня противника и невысокий процент разбившихся ампул:

Отделение ампулометчиков производило ампулометание по ТАШИРОВО, но неудачно. Из 67 выпущенных ампул разбилось только 8, не достигнув цели. Отделение пыталось приблизиться к ТАШИРОВО, но, встреченное сильным пулемётным огнём, вынуждено было отойти, потеряв ранеными 4 человека.
Ветераны вспоминали, что зимой 1941 года при поставке 20 ампуломётов в одну из частей 20-й армии Западного фронта два сгорели при приёмке, после чего командующий войсками армии Д. Д. Лелюшенко запретил применять подобный тип миномётов и приказал уничтожить оставшиеся. В 1941 году ампуломёты успешно применялись под Севастополем:

Не раз моряки подбирались к этой огневой точке. Немцы без выстрела подпускали их шагов на десять, а потом из амбразуры вылетала синяя ракета, и тотчас со стороны противника следовали прицельные залпы миномётов прямо по доту. Разведчики несли потери. Тогда начальник химической службы бригады капитан Владимир Васильевич Богданов предложил использовать ампуломёты. Стеклянный шар выстреливался устройством, похожим на миномёт. При ударе шар разбивался, содержимое его вспыхивало жарким пламенем. Разведчики после многократных попыток ухитрились попасть ампулой в амбразуру. Немцы выскочили как ошпаренные, и победители прочно обосновались в доте.

Практиковалось использование ампул вручную, без использования ампуломёта.На Северо-Западном фронте ампуломёты широко использовались при недостатке артиллерии, в том числе для подсветки ночных атак — выстрелом поджигалось строение, служившее ориентиром.

### 1942—1943 год

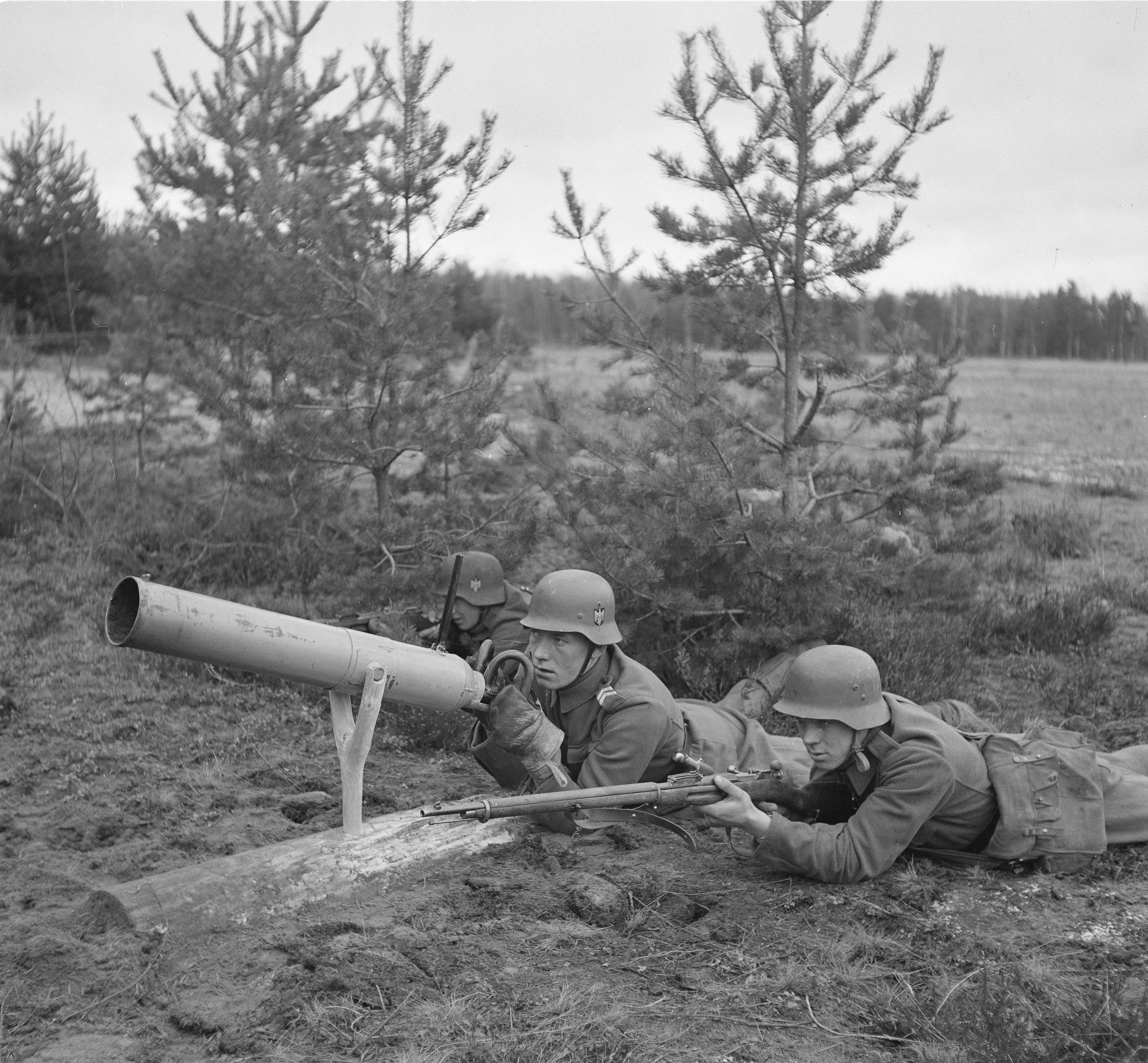
Тест трофейного ампуломёта финской химической частью. Ноябрь 1942 года. Станок заменён подручными предметами

По воспоминаниям ветеранов, в январе 1942 года ампуломёты эпизодически применялись под Селигером. В это же время в Москве несколькими ремонтными заводами был допущен срыв поставок комплектующих для ампуломётов, что не позволило сдать их заводу № 145 в срок.
В 1942 году ампуломёт был снят с производства из-за недостатков конструкции и опасности применения, а в постановлении ГКО от 14 апреля 1942 года «Об организации, штатном составе и вооружении отдельной стрелковой бригады» он не упоминается как штатное вооружение стрелковой бригады, однако его применение продолжилось, а постановление Государственного комитета обороны от 4 июля 1942 года, подписанное Сталиным, обязало наркомат химической промышленности выпустить 4 тыс. ампуломётов. Постановлением ГКО от 26 июля 1942 года «Об организации, штатном составе и вооружении стрелковой дивизии численностью 10 374 человек» стрелковой дивизии придавался отдельный ампуломётный взвод, включавший в себя 4 расчёта, а постановлением от 29 июля «О реорганизации отдельной стрелковой бригады» стрелковой бригаде придавался отдельный ампуломётный взвод, включавший в себя 6 расчётов.
Весной ампуломёты входили в состав усиленных штурмовых групп при попытках прорыва под Демянском.
В августе их применяли при обороне Ейска, где они эффективно уничтожали как танки, так и лёгкую технику противника. Некоторое количество ампуломётов было захвачено финской армией и использовалось в конце 1942 года, о чём свидетельствуют архивные снимки, кроме того, некоторое время оружие эксплуатировалось немецкими войсками.
На Карельском фронте ампуломёты использовались с большим успехом и выполняли такие задачи, как ослепление ДОТ и ДЗОТ противника, поджигание траншей и укрытий противника, поджигание зданий и укреп.пунктов противника, создание лесных пожаров на территории, занятой противником, для уничтожения минных полей, а также для достижения тактического успеха местного значения, путём вынуждения противника переместить свои позиции вглубь обороны. Один из эпизодов применения ампуломётов в боях местного значения привёл к сильнейшем пожарам в городе Повенец, которые длились в течение двух дней и нанесли урон финским войскам:
«25.07.42 ампулометное отделение 1072 сп внезапно со 100—120 м произвело огневой налёт по 2-ум домам г. Повенец, переоборудованным противником в огневую точку. За 2 мин. было выпущено 20 ампул. Оба дома загорелись. Выбегавших расстреливали стрелки. Пожар длился целый день. Финны отодвинули свою линию обороны на 100—120 м.»
02.07.42 ампуломётный расчёт 1072 сп в 5.00 утра обстрелял здание школы (командный пункт финнов) на восточной окраине г. Повенец. Выпущено 10 ампул. Дом был облит жидкостью, но не загорелся. В 10.00 дом неожиданно вспыхнул. Ветром огонь был перенесён на сарай, а затем и на ближайший квартал. За 2 дня пожаров сгорело около 200 домов восточной окраины г. Повенец."
Ампуломёты хорошо зарекомендовали себя в составе блокировочных групп, которые выполняли задачи по ослеплению, блокировке, захвату или поджиганию ДОТов и ДЗОТов противника.
Также, в 32-й армии на Карельском фронте были сформированы «кочующие группы», в состав которых входили ампуломёты, миномёты, снайперы. В тёмное время суток ампуломёты открывали внезапный огонь, поджигая огневые точки, строения противника, пожары от которых освещали местность и солдат противника, которые выбегали чтобы тушить пожары. В это время открывался огонь по противнику.
8.11.1942 Нач.штаба Карельского фронта генерал-майор Сквирский в отчёте, предоставленном зам.начальнику генштаба Красной армии, сообщал о формировании кочующих групп, в составе: 1—2 ампуломётов, 3—4 снайперов, при поддержки станковых пулемётов и орудия. После предварительной разведки, ночью, ампуломётчики скрытно выдвигались на огневую позицию и 3—4 залпами беглым огнём подожигли цель, после чего отходили на запасную позицию и при необходимости оттуда продолжали вести огонь по той же или другой цели, а в это время снайпера уничтожали солдат противника. Орудие 1—2 выстрелами уничтожало ярко выделяющийся на местности ДЗОТ и вместе с пулемётами прикрывало отход ампуломётчиков и снайперов. В этом же донесении отмечаются результаты применения ампуломётов: «За 5 месяцев по проверенным фактам, уничтожено: землянок — 4 , ДЗОТов — 17, домов и строений — 6 , блиндажей — 2, завалов — 4, НП — 2, козырьков у траншей — 3 , танков — 3, создано крупных лесных пожаров — 21, 8 минных полей, отбито 6 атак, подавлено до 20 ОТ, уничтожено свыше 150 солдат и офицеров противника.»
«В наступательных боях 15.9 — 17.9.42 подразделения ампуломётчиков 289 сд были приданы ротам по 3 ампуломёта. Ампуломёты подожгли 2 блиндажа во время артподготовки. В 8.00 подорвали камнеогнеметы, пехота ворвалась в траншеи и захватила их. Ампуломёты поддерживали пехоту, последовательно уничтожая огневые точки пр-ка. Захвачены трофеи: рация миномёт, пулемёты, забрызганные КС. 16,17.9.42 отбиты ожесточённые контратаки белофиннов». Ампулометный взвод 1048 сп 289 сд лейтенанта Гусева вместе с пехотными подразделениями героически удерживали захваченную высоту «Тюрпека», отбив 9 атак противника. При стрельбе целились по камням и пням, чтобы ампулы разбивались. Младший сержант Опякин вёл огонь. После 6 ампулы ствол накалился и ампулы рвались в стволе — несясь огненной струёй на 30—40 м. Финны в панике повернули обратно. Так была отбита 9-я атака. Ампуломётчики сыграли большую роль в захвате и удержании высоты. Сожжено: 6 ДОТ и ДЗОТ, 2 станковых пулемёта и свыше роты пехоты. Потери ампуломётчиков: 3 ампуломёта, 10 раненых и 7 убитых.
С наступлением холодного времени года ампулы, наполненные летним КС становились ограниченно годными к использованию из-за изменения свойств горючей жидкости. При температуре +3..-6 °C. летняя КС замерзала и воспламенялась только при детонации или сильном ударе. Поэтому ампулы и бутылки с летним КС предписывалось использовать на огневых бутылочных полях, а не оставлять для хранения на зиму.

### Оборона Сталинграда и последующее применение
Ампуломёты успешно применялись при обороне Сталинграда, при этом некоторое количество использовалось в штурмовых отрядах:

Трое суток и днём, и ночью шли бои за хутор Грачи и станицу Суровикино: то немцы их займут, то мы, то немцы, то мы. Тут мы первый раз ампулы применили. Мой расчёт поджёг 2 танка, и расчёт Абдулы Хамитова — уфимского татарина — один танк.
Известно также, что ампуломёты активно применялись при штурме Великих Лук: так, расчёты входили в состав пяти штурмовых групп, а 15 января 1943 года сводная рота из 17 расчётов в ходе штурма за два часа израсходовала 1620 ампул с зажигательной смесью. По некоторым данным, применение ампуломётов продолжалось и в течение битвы на Курской дуге:

Ампулометы применялись потом ещё на Орловско-Курской дуге, больше про них я не слыхал.

Ампулы АЖ-2, разработанные для ампуломёта, применялись в штурмовой авиации вплоть до конца войны.

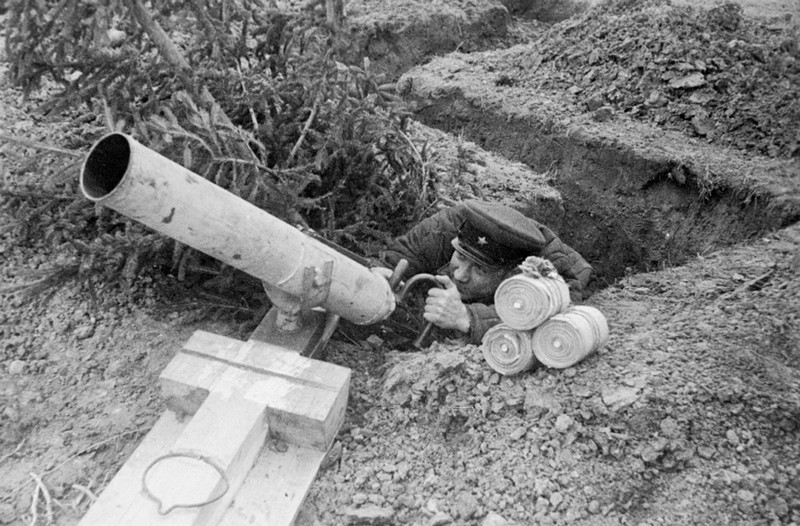
Старший политрук Ульянов стреляет из ампуломёта связками листовок. Западный фронт, 1941 год

### Оружие пропаганды
Одним из наиболее необычных способов применения ампуломёта было применение его как орудия для доставки пропагандистских листовок немецким солдатам. В таком качестве ампуломёт применялся с 1941 года — простые связки агитационных листовок использовались в качестве снаряда к ампуломёту на Западном фронте. Некоторое количество ампуломётов после их снятия с вооружения было передано в политотделы; так, Либа Герулайтис, оператор при МГУ (мощная громкоговорящая установка) 7-го отделения политотдела вспоминала, что в химической части они получили ампуломёты, к тому времени не применявшиеся. Вместо напалма и отравляющих веществ капсула была наполнена листовками. При падении ампула разбивалась, листовки при этом падали кучкой. Эффективная дальность такого типа заброски листовок составляла около 100 м.
Кроме того, в литературе описывается случай, когда ампуломёт приспосабливали под кустарно изготовленный пропагандистский снаряд. Историк Сергей Резниченко описал этот случай так:

Однажды замполит, придя к сапёрам в батальон, спросил, кто может сделать агитационную миномётную мину? Вызвался Павел Яковлевич Иванов. Инструменты он нашёл на месте разрушенной кузни, корпус боеприпаса изготовил из чурки, приспособив небольшой пороховой заряд для его разрыва в воздухе, запал — из бикфордова шнура, а стабилизатор — из консервных банок. Однако деревянная мина для миномёта оказалась лёгкой и в ствол опускалась медленно, не пробивая капсюля.
Иванов уменьшил её диаметр, чтобы воздух из ствола выходил свободнее, и капсюль на боёк перестал попадать. <…> Позже для стрельбы деревянными минами он приспособил ампуломёт. А чтобы не вызывать ответный огонь на свои траншеи, выносил его на нейтральную полосу или в сторону. Результат: немецкие солдаты как-то раз перешли на нашу сторону группой, пьяненькие, средь бела дня.

В 1945 году генерал А. А. Власов для антисоветской агитации постановил создать в РОА специальные взводы пропаганды, которым были приданы ампуломёты для заброски листовок.

## Модификации
Параллельно с разработкой 125-мм варианта шли испытания и других версий ампуломёта, отличавшихся калибром и типом боеприпасов: 100-мм ампуломёт и 82-мм ампуломёт. В отличие от базовой версии, они изначально предполагались для использования с миной БФМ-100 и с настильной траекторией снаряда. Обе модификации заряжались с казённой части. В серию они не пошли, в том числе из-за более узкой, по сравнению с базовой версией, номенклатурой боеприпасов.
В апреле 1943 года начальник химической службы 4-го батальона 71 омсб лейтенант Иванов предложил модернизированные прицельные приспособления, однако к тому моменту было принято решение о снятии ампуломёта с производства, поэтому подобные рацпредложения не были применены в массовом производстве.

## Оценка проекта
125-мм ампуломёт образца 1941 года являлся уникальным для своего времени оружием — превосходя ранцевые огнемёты (например — советский РОКС-3) по дальности и точности, он мог использовать как «советский напалм» «КС», так и кумулятивные снаряды и отравляющие вещества. Опытные ампуломётчики могли «выкурить» расчёт дзота, уничтожить дот на расстоянии до двухсот пятидесяти метров уничтожить пехоту, засевшую в блиндаже, и большинство видов бронетехники, включая танки. Разрывы ампул оказывали сильное воздействие на боевой дух вражеских солдат вплоть до паники: в июле 1942 года были отмечены случаи бегства немецких солдат после обстрела ДЗОТа с советской стороны Невы, причём оба выстрела оказались неудачными: первая ампула перелетела цель, а вторая — разорвалась через 30-40 метров после выстрела. В то же время капсулы с огнесмесью были чрезвычайно хрупки (что приводило к взрывам ампул в стволе) и одновременно — слишком прочны для метания по рыхлому грунту и снегу (что приводило к неразрывам), а ампуломётные расчёты, хорошо действовавшие при обороне, несли большие потери при наступлении. Кроме того, практически не был реализован механизм заправки ампул огнесмесью, что ещё больше усложняло обслуживание оружия, и иногда ампул не хватало, из-за чего вместо стандартного боеприпаса применялись бутылки с зажигательной смесью. В армии оружие воспринимали неоднозначно: так, генерал Лелюшенко в 1941 году запретил применять ампуломёты и приказал уничтожить имеющиеся; ветераны в воспоминаниях относятся к ампуломёту иначе: в войсках его воспринимали как довольно эффективное противотанковое средство, способное одним выстрелом сжечь танк, отмечая, тем не менее, чрезмерный вес общей конструкции, препятствовавший использованию ампуломёта в качестве наступательного оружия. Немецкие военные, эксплуатировавшие некоторое число трофейных ампуломётов, дали ему оценку как чрезвычайно примитивному оружию.

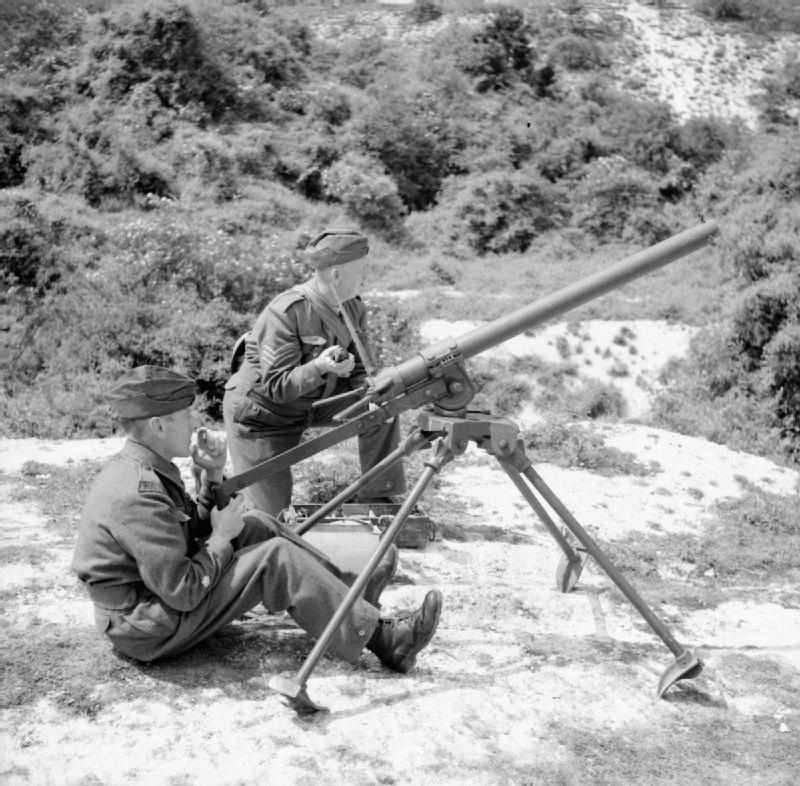
В отличие от советского аналога, Northover Projector практически не использовался в войсках из-за многочисленных недостатков

Историки, рассматривавшие историю ампуломёта, как правило, воздерживались от оценок, подчёркивая неоднозначность применения оружия. Исключением является лишь Сергей Резниченко, считающий, что оружие, подобное ампуломёту, было бы крайне востребовано при штурме городов вплоть до конца войны. Журналист газеты «Военно-промышленный курьер» Семён Федосеев считает, что идеи, заложенные в советском ампуломёте, впоследствии были развиты в советских капсульных огнемётах после войны. Российские историки, полковник Эдуард Коршунов и доцент НИИ(ВА) ВАГШ РФ А. Михайлов оценивают ампуломёт как простое в производстве и эффективное в применении оружие, обладавшее тем не менее рядом недостатков, как-то: проблемы с боеприпасами, низкая дальность эффективной стрельбы, низкая кучность, неудобная транспортировка.
Прямым аналогом ампуломёта был лишь британский «противотанковый гранатомёт» Northover Projector 1940 года, имевший аналогичный принцип действия, но уступавший советскому по ряду параметров. Крис Бишоп, английский историк, исследовавший историю Территориального ополчения и его противотанкового оружия в частности, прямо назвал ампуломёт pipe gun, трубочным оружием, термином, использующимся для Northover Projector.

### Сравнение с зарубежными проектами
Одновременно с советским ампуломётом на вооружение британской армии поступил Northover Projector калибра 2,5 дюйма с аналогичным принципом действия — граната (чаще всего — так называемый «тип 76», бутылка с зажигательной смесью) выстреливалась капсюлем на 100—150 ярдов (до 137 м). При этом в британских войсках отзывались об оружии преимущественно негативно, поэтому им насыщались тыловые части так называемого народного ополчения, созданные для защиты Британии, но и там они вытеснялись более совершенными противотанковыми средствами, такими как QF 2 pounder. Тем не менее, английский ампуломёт уступал советскому по многим параметрам: превышая советский аналог в весе (27,2 кг против 8—15 кг (для ампуломёта заводского производства)), он уступал советскому в дальности стрельбы (100—150 м против 250—500 м), а номенклатура боеприпасов, в отличие от советского аналога, включала лишь три вида боеприпасов — две ручные гранаты и «специальную зажигательную гранату № 76». При этом «специальная граната № 76», как и советские ампулы с жидкостью «КС», могла разорваться прямо в стволе.

## Современность

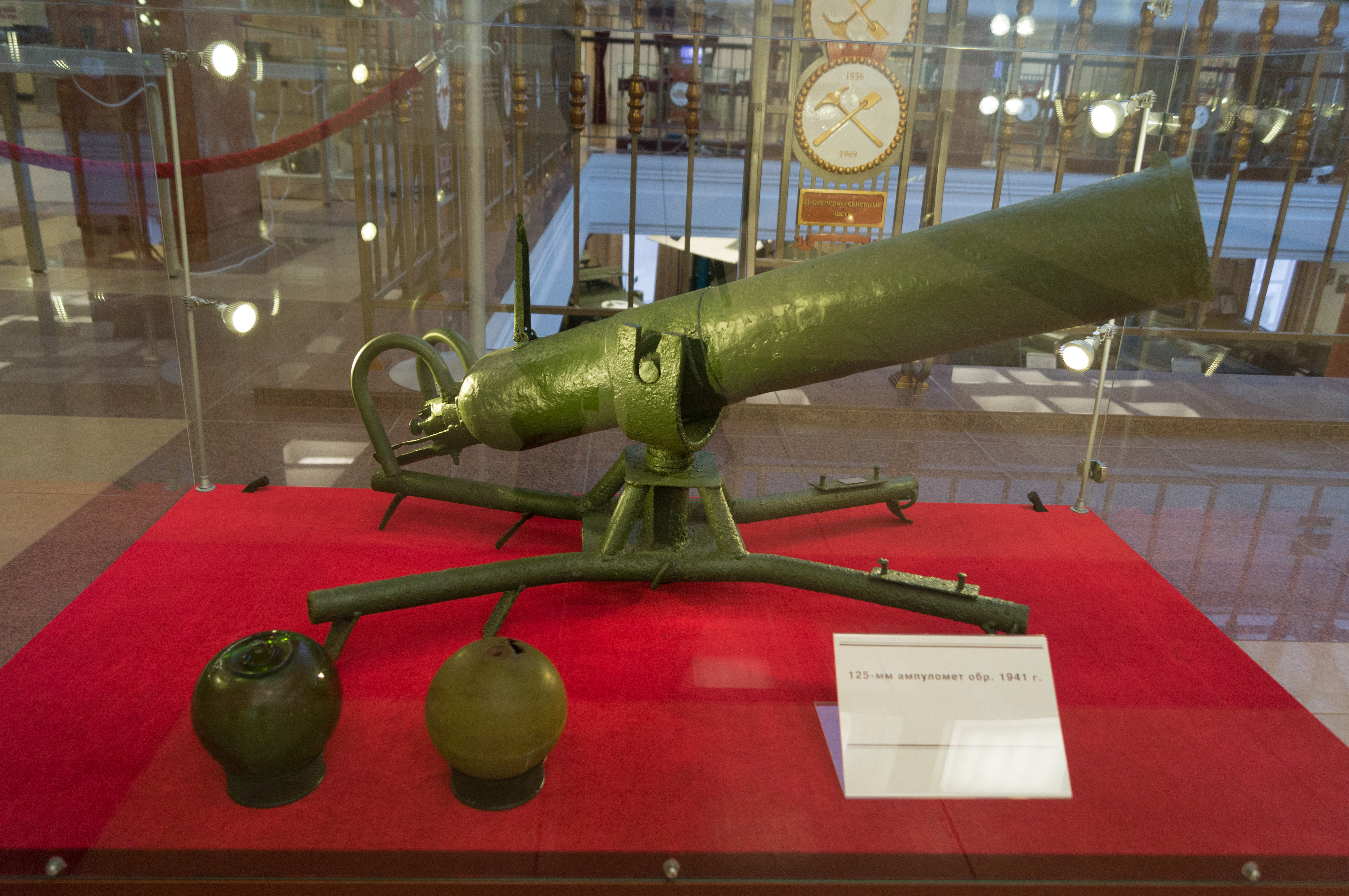
Ампуломёт на станке в Музейном комплексе УГМК

### Сохранившиеся экземпляры
- Санкт-Петербург, Музей блокады Ленинграда[3].
- Волгоград, музей «Сталинградская битва»; ампуломёт представлен в композиции без станка[3].
- Великий Новгород, музей химического комбината «Акрон». Ампуломёт был передан в дар музею поисковым отрядом «Сокол» в 1996 году[58].
- Верхняя Пышма, Музейный комплекс УГМК
- Вологда, музей Вологодского поискового отряда[59]
- Коломна, музей поискового отряда «Суворов».[60]
- Удмуртия, музей строительного лицея № 4[61].
- Прага, Военный исторический музей армии Чехии[чеш.] — ампуломёт и ампула АЖ-2[62][неавторитетный источник].

### Производство реплик
В 2013 году интернет-магазин The War’s End, специализирующийся на продажах антикварного оружия и его деталей, объявил о начале предварительных заказов на произведённые компанией реплики ампуломёта с ориентировочной ценой 1200 долларов.

### Происшествия с ампулами
Как правило, до наших дней сохраняются только стеклянные ампулы, жестяные чаще всего истлевают, при этом заряд вытекает, делая ампулу безопасной. При этом из-за стеклянного корпуса ампул АУ-125 и АС-1 они не могут быть обнаружены металлоискателями. Ситуация нередко осложняется тем, что жидкость «КС» — основной наполнитель ампул — самовозгорается на воздухе даже по прошествии 60 лет. В связи с этим случаются опасные происшествия с обнаружением ампул, нередко сохранившихся в заправленном состоянии.
8 февраля 2008 года рабочие при рытье могилы на кладбище в деревне Лемешово в Подольском районе наткнулись на 19 ампул. В 2012 году стало известно об обнаружении ампулы с жидкостью «КС» возле школы в Воронеже, куда ампула попала с землёй, взятой с места боёв. Перед новогодними праздниками 2013 года в посёлке Товарково под Калугой экскаватор при рытье котлована наткнулся на стеклянные ампулы. Три из них были расколоты ковшом, в результате чего котлован заполнился едким белым дымом и огнём. Вызванные спасатели вынуждены были работать в изолирующих противогазах. Оставшиеся 14 ампул были вывезены в карьер и там подорваны. Сообщается, что на этом месте в октябре 1941 года шли бои, при этом в 2011 году недалеко от найденных ампул нашли тела красноармейцев, предположительно — расчёт ампуломёта. Заряженные ампулы находили в Калуге и в 2017 году.
Кроме опасности ампул с зажигательными смесями, согласно Марку Дейчу, существует некоторая опасность химическо-бактериологического наполнителя ампул, однако на 2017 год никаких происшествий подобного рода не выявлено.

### В популярной культуре
Ампуломёт эпизодически появляется в «попаданческой» фантастической книге Алексея Ивакина «Мы погибнем вчера»: его используют, а после «возвращения» — находят главные герои. В сатирическом рассказе Игоря Семёнова «Попаданцы Самиздата (Штрафная рота попаданцев)», обыгрывающем отличительные черты попаданческой фантастики с российскими же писателями-фантастами в качестве главных героев, Алексею Ивакину отказывается в получении ампуломёта.
Создание ампуломёта обыгрывается в фантастической повести Валерия Белоусова «Днепровский крест» и фантастическом романе Олега Измерова «Ревизор Империи», где главный герой предлагает надкалиберный динамореактивный ампуломёт, конструктивно подобный фаустпатрону (что исключает разрыв ампулы в стволе).
В настольной игре Combat Commander: Stalingrad ампуломётный расчёт является особой боевой единицей для Советского Союза, при этом верно отражены боеприпасы и взрывоопасность этого оружия.
Ампуломёт доступен в качестве оружия советского пехотинца в многопользовательской игре Heroes and Generals.
Американская компания Warlord Games, специализирующаяся на 28 мм миниатюрах исторической тематики, в 2014 году выпустила миниатюру ампуломётного взвода, состоящего, как и в действительности, из трёх человек. Кроме того, компания Trenchworx выпускает под заказ отпечатанные на 3D-принтере модели непосредственно ампуломёта в масштабе 1/56 под названием «Ampulomet».